# 新北市新莊區裕民國民小學
新北市立裕民國民小學，簡稱裕民國小，位於台灣新北市新莊區，為新莊地區國民小學之一。

## 學校沿革
- 民國七十八年三月一日，台北縣政府正式核定校名：台北縣新莊市裕民國民小學。
- 民國七十八年六月七日，台灣省政府教育廳核定此校正式設校。
- 民國七十八年八月一日，台北縣政府核定陳茂良先生為此校首任校長。
- 民國七十九年，正式招生，初期借用丹鳳國小及民安國小校舍授課。於八十學年度第二學期陸續遷回校內，於八十一學年度起全部在校內授課。
- 民國八十二年八月二日，首任創校校長榮調五股鄉五股國小，縣府核派張濬哲校長接掌校務，為此校第二任校長。
- 民國八十七年八月一日，張濬哲校長榮調鶯歌鎮中湖國小，縣府核派吳政雄校長接掌校務，為此校第三任校長。
- 民國九十一年八月一日，吳政雄校長退休，縣府核派陳明雄校長接掌校務，為此校第四任校長。
- 民國九十五年八月一日，陳明雄校長退休，縣府核派張恒南校長接掌校務，為此校第五任校長。
- 民國九十九年十二月二十五日因應本縣升格改制為新北市，此校校名配合改制更名為「新北市新莊區裕民國民小學」。

現今校長為黃榮泰

## 外部連結
- 新北市新莊區裕民國民小學 （页面存档备份，存于）